# Штауффенберг, Альфред Шенк фон
Граф Альфред Шенк фон Штауффенберг (нем. Alfred Schenk Graf von Stauffenberg; 27 сентября 1860 — 20 января 1936) — обер-гофмаршал Вюртембергского короля Вильгельма II, майор Вюртембергской армии.

## Биография
Третий из семерых детей баварского офицера, графа Клеменса Шенка фон Штауффенберга (1826—1886) и его жены Леопольдины, урождённой графини Оберндорф (1831—1919).
В 1883-99 годах служил в Вюртембергской армии, после чего перешёл на придворную службу и возглавил королевскую конюшню. В 1908 году стал обер-гофмаршалом королевского двора и получил титул «Превосходительство». После Ноябрьской революции сопровождал королевскую семью "в изгнание" в Тюбинген, продолжая руководить двором. В 1921 году, после смерти бывшего короля поступил на службу к кронпринцу Альбрехту Вюртембергскому и возглавил Палату ренты (управление частными активами Вюртембергского дома). В 1928 году вышел на пенсию.

## Семья
30 мая 1904 года женился на графине Каролине фон Юкскюлль-Гилленбанд (1875—1956). В пары дважды родились близнецы: Александер (1905—1964) и Бертольд (1905—1944), Клаус (1907—1944) и Конрад (1907; умер через несколько часов). Сыновья Штауффенберга участвовали в Июльском заговоре, Бертольд и Клаус были казнены после провала.

## Награды
Получил многочисленные награды, среди которых:
- Орден Вюртембергской короны, командорский крест
- Орден Фридриха, большой крест
- Орден Святого Михаила (Бавария), большой крест
- Орден Святого Георгия (Бавария), рыцарский крест
- Орден Церингенского льва, большой крест